# Sporting Clube de Portugal 2001-2002
Questa voce raccoglie le informazioni riguardanti lo Sporting Clube de Portugal nelle competizioni ufficiali della stagione 2001-2002.

## Stagione
Nella stagione 2001-2002 lo Sporting vinse il campionato per la 18ª volta nella propria storia. In Taça de Portugal i Leões vinsero in finale contro il sorprendente Leixões, squadra militante in Segunda Divisão, la terza serie del campionato portoghese di calcio. In Europa il cammino della squadra di Lisbona si concluse ai sedicesimi di finale di Coppa UEFA, sconfitti per mano degli italiani del Milan.

## Maglie e sponsor
|  | Casa | Trasferta |

## Rosa
| N. |                       | Ruolo | Calciatore               |
| -- | --------------------- | ----- | ------------------------ |
| 1  | Portogallo (bandiera) | P     | Nélson Pereira           |
| 2  | Portogallo (bandiera) | C     | Diogo Matos              |
| 3  | Portogallo (bandiera) | D     | Dimas Teixeira           |
| 4  | Portogallo (bandiera) | C     | Rui Bento                |
| 5  | Irlanda (bandiera)    | D     | Phil Babb                |
| 6  | Brasile (bandiera)    | D     | André Cruz               |
| 7  | Romania (bandiera)    | A     | Marius Niculae           |
| 8  | Portogallo (bandiera) | C     | Pedro Barbosa (capitano) |
| 9  | Croazia (bandiera)    | C     | Robert Špehar            |
| 10 | Portogallo (bandiera) | A     | Ricardo Sá Pinto         |
| 11 | Cile (bandiera)       | D     | Rodrigo Tello            |
| 12 | Portogallo (bandiera) | P     | Tiago Ferreira           |
| 13 | Rep. Ceca (bandiera)  | C     | Pavel Horváth            |
| 14 | Spagna (bandiera)     | C     | Toñito                   |
| 15 | Portogallo (bandiera) | D     | Hugo Viera               |

| N. |                       | Ruolo | Calciatore        |
| -- | --------------------- | ----- | ----------------- |
| 16 | Brasile (bandiera)    | A     | Jardel            |
| 17 | Portogallo (bandiera) | C     | Paulo Bento       |
| 18 | Portogallo (bandiera) | D     | Luís Filipe       |
| 19 | Angola (bandiera)     | A     | Luís Lourenço     |
| 20 | Portogallo (bandiera) | A     | Ricardo Quaresma  |
| 21 | Grecia (bandiera)     | A     | Dīmītrīs Nalitzīs |
| 22 | Portogallo (bandiera) | D     | Roberto Severo    |
| 23 | Portogallo (bandiera) | D     | Rui Jorge         |
| 25 | Portogallo (bandiera) | C     | João Pinto        |
| 26 | Argentina (bandiera)  | D     | Facundo Quiroga   |
| 29 | Brasile (bandiera)    | D     | César Prates      |
| 32 | Portogallo (bandiera) | D     | Jorge Vidigal     |
| 41 | Portogallo (bandiera) | C     | Custódio          |
| 52 | Mozambico (bandiera)  | D     | Paíto             |

## Risultati

### Taça de Portugal
| Arbitro: | Emanuel Câmara |

|                             |           |                     |
| Jardel 45’ (rig.), 83’, 89’ | Marcatori | 33’ (rig.) N. Rocha |

| Arbitro: | Paulo Paraty |

|                                                    |           |            |
| Quaresma 53’ Jardel 75’ (rig.), 90’ André Cruz 79’ | Marcatori | 75’ Mestre |

| Vila Franca de Xira 28 dicembre 2001 Sesto turno | Alverca       | 0 – 0 (d.t.s.) referto | Sporting Lisbona | Complexo Desportivo FC Alverca\| Arbitro: \| António Costa \| |
| Arbitro:                                         | António Costa |                        |                  |                                                               |

| Arbitro: | Paulo Costa |

|                                  |           |              |
| João Pinto 76’ Jardel 86’ (rig.) | Marcatori | 11’ Zeferino |

| Arbitro: | António Costa |

|  |           |                                                       |
|  | Marcatori | 22’, 55’ L. Filipe 35’ (rig.) André Cruz 74’ Quaresma |

| Arbitro: | Paulo Costa |

|                                            |           |                      |
| Nalitzīs 65’ André Cruz 85’ João Pinto 92’ | Marcatori | 30’ Sabry 81’ Gaúcho |

| Arbitro: | Olegário Benquerença (Leiria) |

|  |           |            |
|  | Marcatori | 40’ Jardel |

## Statistiche

### Statistiche di squadra
| Competizione     | Punti | Totale | Totale | Totale | Totale | Totale | Totale | DR  |
| Competizione     | Punti | G      | V      | N      | P      | Gf     | Gs     | DR  |
| ---------------- | ----- | ------ | ------ | ------ | ------ | ------ | ------ | --- |
| Primeira Liga    | 75    | 34     | 22     | 9      | 3      | 74     | 25     | +49 |
| Taça de Portugal | -     | 7      | 6      | 1      | 0      | 17     | 5      | +12 |
| Coppa UEFA       | -     | 6      | 4      | 1      | 1      | 14     | 6      | +8  |
| Totale           | -     | 47     | 32     | 11     | 4      | 105    | 36     | +69 |